# Paul Robinson (calciatore 1982)
Paul Mark James Robinson (Barnet, 7 gennaio 1982) è un ex calciatore inglese, di ruolo difensore.

## Caratteristiche tecniche
Difensore centrale, a inizio carriera possedeva una discreta velocità.

## Carriera
Bandiera del Millwall, il 6 agosto 2014 è prestato al Portsmouth fino al 3 gennaio successivo. Il 7 gennaio 2015, il Portsmouth ne riscatta il cartellino e il giocatore passa definitivamente nella nuova società. Nella stagione seguente firma per il Wimbledon.